# اعتراضات چهارشنبه‌سوری ۱۴۰۱ ایران
اعتراضات چهارشنبه‌سوری ۱۴۰۱ ایران در شامگاه سه‌شنبه ۲۳ اسفند همزمان با چهارشنبه‌سوری برگزار شد و با شعارهایی علیه حکومت جمهوری اسلامی همچون مرگ بر دیکتاتور و مرگ بر خامنه‌ای همراه شد. نیروی‌های انتظامی به سمت معترضان گاز اشک‌آور و گلوله ساچمه‌ای شلیک کردند و در تهران، سنندج و سقز شماری از معترضان را بازداشت کردند. اورژانس ایران آخرین آمار جان‌باختگان حوادث مرتبط با این چهارشنبه‌سوری را ۱۷ نفر گزارش کرد.
در روزهای قبل اشتراک فراخوان‌ها با هشتگ «سه شب آتش» در فضای مجازی با هدف برگزاری تجمعات اعتراضی در روزهای ۲۲، ۲۳ و ۲۴ اسفند شدت گرفته بود. عباسعلی محمدیان، فرمانده نیروی انتظامی تهران بزرگ، روز دوشنبه ۲۲ اسفند هشدار داده بود، پلیس در شب چهارشنبه‌سوری از نیروهای بسیج و لباس شخصی استفاده خواهد کرد. همزمان با فراخوان سه‌روزه، وزارت اطلاعات ایران با انتشار بیانیه از بازداشت ده‌ها نفر خبر داد.
رسانه‌های حکومتی جمهوری اسلامی در گزارش‌های خود عمدتاً بر شمار مصدومان آیین چهارشنبه‌سوری متمرکز شدند و نمایش تصاویری از مصدومان در این رسانه‌ها محوریت داشت. اما در شبکه‌های اجتماعی، ویدئوهایی از تجمع‌های مردمی در شامگاه سه‌شنبه به ویژه در مناطق مختلف شهر تهران منتشر شد. تهرانپارس، سعادت‌آباد، نظام‌آباد، هفت‌حوض، نازی‌آباد، شهرک اکباتان، گیشا و بلوار مرزداران، از جمله مناطق پایتخت ایران بود که صحنه تجمع‌های مردم بود. گروهی از زنان در تهران روسری‌های خود را به نشانه مخالفت با حجاب اجباری در آتش سوزاندند.علاوه بر خیزش ها در تهران معترضان در سقز ،کامیاران و بوکان به خیابان آمدند . گروه زیادی در میدان شهرداری رشت تجمع کردند
در این تجمعات شعارهایی چون «زن، زندگی، آزادی»، «مرگ بر حکومت بچه‌کش»، «مرگ بر دیکتاتور»، «مرگ بر خامنه‌ای»، «امسال سال خونه، سیدعلی سرنگونه»، «فقر، فساد، گرونی، می‌ریم تا سرنگونی»، «سیدعلی بی‌ریشه/خیزش تموم نمی‌شه» و «می‌جنگیم، می‌میریم/ایران را پس می‌گیریم» سر داده شد.